# Masters de París 1975
El Abierto de París 1975 fue un torneo de tenis jugado sobre moqueta. Fue la edición número 7 de este torneo. Se celebró entre el 27 de octubre y el 2 de noviembre de 1975.

## Campeones

### Individuales masculinos
Tom Okker vence a  Arthur Ashe  6–3, 2–6, 6–3, 3–6, 6–4.

### Dobles masculinos
Wojciech Fibak /  Karl Meiler vencen a  Ilie Năstase /  Tom Okker, 6–4, 7–6.
| Predecesor: París 1974 | Masters de París 1975 | Sucesor: París 1976 |